# کمدی اداره
کمدی اداره (انگلیسی: Office humor) یا کمدی محل کار (انگلیسی: Workplace humor) یک نوع شوخی و کمدی در محل کار به ویژه در محل اداره است.این یک موضوعی است که از طرف روان‌شناسی صنعتی و سازمانی و فرهنگ مردمی مورد توجه زیادی قرار می‌گیرد.

## ملاحظات تحقیقی
شوخی و کمدی بخشی جدانشدنی از محل اجتماعی کار است ، و گفته می شود که ابزاری بالقوه برای بهبود رضایت کارگران و نتایج سازمانی است.مطالعات حاکی از آن است که شوخ طبعی می تواند انسجام ، خلاقیت ، انگیزه و انعطاف پذیری کارگران را در برابر مشکلات افزایش دهد.
از طرف دیگر ، شوخ طبعی در محل کار (به ویژه شوخ طبعی منفی) نیز می تواند برای پیش‌داوری ،نژادپرستی، ایجاد فضای آزار جسمی یا جنسی یا استفاده از آن به عنوان یک ابزار مدیریتی برای تقویت اقتدار مدیریتی مورد سو استفاده قرار گیرد.